# Đội tuyển bóng đá quốc gia Slovenia
Đội tuyển bóng đá quốc gia Slovenia (tiếng Slovene: Slovenska nogometna reprezentanca) là đội tuyển của Hiệp hội bóng đá Slovenia và đại diện cho Slovenia trên bình diện quốc tế.
Trận thi đấu quốc tế đầu tiên của đội tuyển Slovenia là trận gặp đội tuyển Estonia vào năm 1992, sau khi Nam Tư cũ tan rã. Thành tích tốt nhất của Slovenia cho đến nay là lọt vào vòng 16 đội Euro 2024. Tại đấu trường World Cup, đội có 2 lần tham dự vào các năm 2002 và 2010 nhưng đều không vượt qua vòng bảng.

## Thành tích quốc tế

### Giải vô địch bóng đá thế giới
| Năm       | Kết quả                              | St                                   | T                                    | H                                    | B                                    | Bt                                   | Bb                                   |
| --------- | ------------------------------------ | ------------------------------------ | ------------------------------------ | ------------------------------------ | ------------------------------------ | ------------------------------------ | ------------------------------------ |
| 1930      | Không tham dự Là một phần của Nam Tư | Không tham dự Là một phần của Nam Tư | Không tham dự Là một phần của Nam Tư | Không tham dự Là một phần của Nam Tư | Không tham dự Là một phần của Nam Tư | Không tham dự Là một phần của Nam Tư | Không tham dự Là một phần của Nam Tư |
| 1934      | Không tham dự Là một phần của Nam Tư | Không tham dự Là một phần của Nam Tư | Không tham dự Là một phần của Nam Tư | Không tham dự Là một phần của Nam Tư | Không tham dự Là một phần của Nam Tư | Không tham dự Là một phần của Nam Tư | Không tham dự Là một phần của Nam Tư |
| 1938      | Không tham dự Là một phần của Nam Tư | Không tham dự Là một phần của Nam Tư | Không tham dự Là một phần của Nam Tư | Không tham dự Là một phần của Nam Tư | Không tham dự Là một phần của Nam Tư | Không tham dự Là một phần của Nam Tư | Không tham dự Là một phần của Nam Tư |
| 1950      | Không tham dự Là một phần của Nam Tư | Không tham dự Là một phần của Nam Tư | Không tham dự Là một phần của Nam Tư | Không tham dự Là một phần của Nam Tư | Không tham dự Là một phần của Nam Tư | Không tham dự Là một phần của Nam Tư | Không tham dự Là một phần của Nam Tư |
| 1954      | Không tham dự Là một phần của Nam Tư | Không tham dự Là một phần của Nam Tư | Không tham dự Là một phần của Nam Tư | Không tham dự Là một phần của Nam Tư | Không tham dự Là một phần của Nam Tư | Không tham dự Là một phần của Nam Tư | Không tham dự Là một phần của Nam Tư |
| 1958      | Không tham dự Là một phần của Nam Tư | Không tham dự Là một phần của Nam Tư | Không tham dự Là một phần của Nam Tư | Không tham dự Là một phần của Nam Tư | Không tham dự Là một phần của Nam Tư | Không tham dự Là một phần của Nam Tư | Không tham dự Là một phần của Nam Tư |
| 1962      | Không tham dự Là một phần của Nam Tư | Không tham dự Là một phần của Nam Tư | Không tham dự Là một phần của Nam Tư | Không tham dự Là một phần của Nam Tư | Không tham dự Là một phần của Nam Tư | Không tham dự Là một phần của Nam Tư | Không tham dự Là một phần của Nam Tư |
| 1966      | Không tham dự Là một phần của Nam Tư | Không tham dự Là một phần của Nam Tư | Không tham dự Là một phần của Nam Tư | Không tham dự Là một phần của Nam Tư | Không tham dự Là một phần của Nam Tư | Không tham dự Là một phần của Nam Tư | Không tham dự Là một phần của Nam Tư |
| 1970      | Không tham dự Là một phần của Nam Tư | Không tham dự Là một phần của Nam Tư | Không tham dự Là một phần của Nam Tư | Không tham dự Là một phần của Nam Tư | Không tham dự Là một phần của Nam Tư | Không tham dự Là một phần của Nam Tư | Không tham dự Là một phần của Nam Tư |
| 1974      | Không tham dự Là một phần của Nam Tư | Không tham dự Là một phần của Nam Tư | Không tham dự Là một phần của Nam Tư | Không tham dự Là một phần của Nam Tư | Không tham dự Là một phần của Nam Tư | Không tham dự Là một phần của Nam Tư | Không tham dự Là một phần của Nam Tư |
| 1978      | Không tham dự Là một phần của Nam Tư | Không tham dự Là một phần của Nam Tư | Không tham dự Là một phần của Nam Tư | Không tham dự Là một phần của Nam Tư | Không tham dự Là một phần của Nam Tư | Không tham dự Là một phần của Nam Tư | Không tham dự Là một phần của Nam Tư |
| 1982      | Không tham dự Là một phần của Nam Tư | Không tham dự Là một phần của Nam Tư | Không tham dự Là một phần của Nam Tư | Không tham dự Là một phần của Nam Tư | Không tham dự Là một phần của Nam Tư | Không tham dự Là một phần của Nam Tư | Không tham dự Là một phần của Nam Tư |
| 1986      | Không tham dự Là một phần của Nam Tư | Không tham dự Là một phần của Nam Tư | Không tham dự Là một phần của Nam Tư | Không tham dự Là một phần của Nam Tư | Không tham dự Là một phần của Nam Tư | Không tham dự Là một phần của Nam Tư | Không tham dự Là một phần của Nam Tư |
| 1990      | Không tham dự Là một phần của Nam Tư | Không tham dự Là một phần của Nam Tư | Không tham dự Là một phần của Nam Tư | Không tham dự Là một phần của Nam Tư | Không tham dự Là một phần của Nam Tư | Không tham dự Là một phần của Nam Tư | Không tham dự Là một phần của Nam Tư |
| 1994      | Không tham dự                        | Không tham dự                        | Không tham dự                        | Không tham dự                        | Không tham dự                        | Không tham dự                        | Không tham dự                        |
| 1998      | Không vượt qua vòng loại             | Không vượt qua vòng loại             | Không vượt qua vòng loại             | Không vượt qua vòng loại             | Không vượt qua vòng loại             | Không vượt qua vòng loại             | Không vượt qua vòng loại             |
| 2002      | Vòng 1                               | 3                                    | 0                                    | 0                                    | 3                                    | 2                                    | 7                                    |
| 2006      | Không vượt qua vòng loại             | Không vượt qua vòng loại             | Không vượt qua vòng loại             | Không vượt qua vòng loại             | Không vượt qua vòng loại             | Không vượt qua vòng loại             | Không vượt qua vòng loại             |
| 2010      | Vòng 1                               | 3                                    | 1                                    | 1                                    | 1                                    | 3                                    | 3                                    |
| 2014      | Không vượt qua vòng loại             | Không vượt qua vòng loại             | Không vượt qua vòng loại             | Không vượt qua vòng loại             | Không vượt qua vòng loại             | Không vượt qua vòng loại             | Không vượt qua vòng loại             |
| 2018      | Không vượt qua vòng loại             | Không vượt qua vòng loại             | Không vượt qua vòng loại             | Không vượt qua vòng loại             | Không vượt qua vòng loại             | Không vượt qua vòng loại             | Không vượt qua vòng loại             |
| 2022      | Không vượt qua vòng loại             | Không vượt qua vòng loại             | Không vượt qua vòng loại             | Không vượt qua vòng loại             | Không vượt qua vòng loại             | Không vượt qua vòng loại             | Không vượt qua vòng loại             |
| 2026      | Chưa xác định                        | Chưa xác định                        | Chưa xác định                        | Chưa xác định                        | Chưa xác định                        | Chưa xác định                        | Chưa xác định                        |
| 2030      | Chưa xác định                        | Chưa xác định                        | Chưa xác định                        | Chưa xác định                        | Chưa xác định                        | Chưa xác định                        | Chưa xác định                        |
| 2034      | Chưa xác định                        | Chưa xác định                        | Chưa xác định                        | Chưa xác định                        | Chưa xác định                        | Chưa xác định                        | Chưa xác định                        |
| Tổng cộng | 2/7 Vòng 1                           | 6                                    | 1                                    | 1                                    | 4                                    | 5                                    | 10                                   |

### Giải vô địch châu Âu
| Năm           | Thành tích                            | Số trận                               | Thắng                                 | Hòa                                   | Thua                                  | Bàn thắng                             | Bàn thua                              |
| ------------- | ------------------------------------- | ------------------------------------- | ------------------------------------- | ------------------------------------- | ------------------------------------- | ------------------------------------- | ------------------------------------- |
| 1960 đến 1992 | Không tham dự, là một phần của Nam Tư | Không tham dự, là một phần của Nam Tư | Không tham dự, là một phần của Nam Tư | Không tham dự, là một phần của Nam Tư | Không tham dự, là một phần của Nam Tư | Không tham dự, là một phần của Nam Tư | Không tham dự, là một phần của Nam Tư |
| 1996          | Không vượt qua vòng loại              | Không vượt qua vòng loại              | Không vượt qua vòng loại              | Không vượt qua vòng loại              | Không vượt qua vòng loại              | Không vượt qua vòng loại              | Không vượt qua vòng loại              |
| 2000          | Vòng 1                                | 3                                     | 0                                     | 2                                     | 1                                     | 4                                     | 5                                     |
| 2004 đến 2020 | Không vượt qua vòng loại              | Không vượt qua vòng loại              | Không vượt qua vòng loại              | Không vượt qua vòng loại              | Không vượt qua vòng loại              | Không vượt qua vòng loại              | Không vượt qua vòng loại              |
| 2024          | Vòng 2                                | 4                                     | 0                                     | 4                                     | 0                                     | 2                                     | 2                                     |
| 2028          | Chưa xác định                         | Chưa xác định                         | Chưa xác định                         | Chưa xác định                         | Chưa xác định                         | Chưa xác định                         | Chưa xác định                         |
| 2032          | Chưa xác định                         | Chưa xác định                         | Chưa xác định                         | Chưa xác định                         | Chưa xác định                         | Chưa xác định                         | Chưa xác định                         |
| Tổng cộng     | 2/8 Vòng 2                            | 7                                     | 0                                     | 6                                     | 1                                     | 6                                     | 7                                     |

### UEFA Nations League
| Thành tích tại UEFA Nations League | Thành tích tại UEFA Nations League | Thành tích tại UEFA Nations League | Thành tích tại UEFA Nations League | Thành tích tại UEFA Nations League | Thành tích tại UEFA Nations League | Thành tích tại UEFA Nations League | Thành tích tại UEFA Nations League | Thành tích tại UEFA Nations League | Thành tích tại UEFA Nations League | Thành tích tại UEFA Nations League |
| Mùa giải                           | Giải đấu                           | Kết quả                            | Pos                                | Pld                                | W                                  | D                                  | L                                  | GF                                 | GA                                 |                                    |
| ---------------------------------- | ---------------------------------- | ---------------------------------- | ---------------------------------- | ---------------------------------- | ---------------------------------- | ---------------------------------- | ---------------------------------- | ---------------------------------- | ---------------------------------- | ---------------------------------- |
| 2018–19                            | C                                  | Vòng bảng                          | 4th                                | 6                                  | 0                                  | 3                                  | 3                                  | 5                                  | 8                                  |                                    |
| 2020–21                            | C                                  | Vòng bảng                          | 1st                                | 6                                  | 4                                  | 2                                  | 0                                  | 8                                  | 1                                  |                                    |
| 2022–23                            | B                                  | Vòng bảng                          | 3rd                                | 6                                  | 1                                  | 3                                  | 2                                  | 6                                  | 10                                 |                                    |
| Tổng cộng                          | Tổng cộng                          | Vòng bảng giải đấu C               | 3/3                                | 18                                 | 5                                  | 8                                  | 5                                  | 19                                 | 19                                 |                                    |

## Đội hình hiện tại
Đội hình dưới đây đã hoàn thành UEFA Euro 2024.
Số lần khoác áo và số bàn thắng cập nhật đến ngày 1 tháng 7 năm 2024 sau trận gặp Bồ Đào Nha.
| Số | VT | Cầu thủ                | Ngày sinh (tuổi)  | Trận | Bàn | Câu lạc bộ         |
| -- | -- | ---------------------- | ----------------- | ---- | --- | ------------------ |
| 1  | TM | Jan Oblak (đội trưởng) | 7 tháng 1, 1993   | 69   | 0   | Atlético Madrid    |
| 12 | TM | Vid Belec              | 6 tháng 6, 1990   | 21   | 0   | APOEL              |
| 16 | TM | Igor Vekić             | 6 tháng 5, 1998   | 1    | 0   | Vejle              |
|    |    |                        |                   |      |     |                    |
| 2  | HV | Žan Karničnik          | 18 tháng 9, 1994  | 32   | 2   | Celje              |
| 3  | HV | Jure Balkovec          | 9 tháng 9, 1994   | 35   | 0   | Alanyaspor         |
| 4  | HV | Miha Blažič            | 8 tháng 5, 1993   | 32   | 0   | Lech Poznań        |
| 6  | HV | Jaka Bijol             | 5 tháng 2, 1999   | 53   | 1   | Udinese            |
| 13 | HV | Erik Janža             | 21 tháng 6, 1993  | 13   | 3   | Górnik Zabrze      |
| 20 | HV | Petar Stojanović       | 7 tháng 10, 1995  | 57   | 2   | Sampdoria          |
| 21 | HV | Vanja Drkušić          | 30 tháng 10, 1999 | 11   | 0   | Sochi              |
| 23 | HV | David Brekalo          | 3 tháng 12, 1998  | 15   | 1   | Orlando City       |
|    |    |                        |                   |      |     |                    |
| 5  | TV | Jon Gorenc Stanković   | 14 tháng 1, 1996  | 28   | 1   | Sturm Graz         |
| 7  | TV | Benjamin Verbič        | 27 tháng 11, 1993 | 61   | 6   | Panathinaikos      |
| 8  | TV | Sandi Lovrić           | 28 tháng 3, 1998  | 35   | 4   | Udinese            |
| 10 | TV | Timi Max Elšnik        | 29 tháng 4, 1998  | 19   | 1   | Olimpija Ljubljana |
| 14 | TV | Jasmin Kurtić          | 10 tháng 1, 1989  | 92   | 2   | Südtirol           |
| 15 | TV | Tomi Horvat            | 24 tháng 3, 1999  | 7    | 0   | Sturm Graz         |
| 22 | TV | Adam Gnezda Čerin      | 16 tháng 7, 1999  | 35   | 4   | Panathinaikos      |
| 24 | TV | Nino Žugelj            | 23 tháng 5, 2000  | 1    | 0   | Bodø/Glimt         |
| 25 | TV | Adrian Zeljković       | 19 tháng 8, 2002  | 1    | 0   | Spartak Trnava     |
| 26 | TV | Josip Iličić           | 29 tháng 1, 1988  | 83   | 17  | Maribor            |
|    |    |                        |                   |      |     |                    |
| 9  | TĐ | Andraž Šporar          | 27 tháng 2, 1994  | 57   | 12  | Panathinaikos      |
| 11 | TĐ | Benjamin Šeško         | 31 tháng 5, 2003  | 33   | 11  | RB Leipzig         |
| 17 | TĐ | Jan Mlakar             | 23 tháng 10, 1998 | 21   | 3   | Pisa               |
| 18 | TĐ | Žan Vipotnik           | 18 tháng 3, 2002  | 10   | 2   | Bordeaux           |
| 19 | TĐ | Žan Celar              | 14 tháng 3, 1999  | 13   | 0   | Lugano             |

### Triệu tập gần đây
Các cầu thủ dưới đây được triệu tập trong vòng 12 tháng.
| Vt | Cầu thủ             | Ngày sinh (tuổi)  | Số trận | Bt | Câu lạc bộ         | Lần cuối triệu tập               |
| -- | ------------------- | ----------------- | ------- | -- | ------------------ | -------------------------------- |
| TM | Matevž Vidovšek     | 30 tháng 10, 1999 | 1       | 0  | Olimpija Ljubljana | UEFA Euro 2024 PRE               |
| TM | Klemen Mihelak      | 31 tháng 12, 2001 | 0       | 0  | Mura               | v. Hoa Kỳ, 20 January 2024       |
| TM | Denis Pintol        | 7 tháng 2, 2000   | 0       | 0  | Olimpija Ljubljana | v. Hoa Kỳ, 20 January 2024       |
| TM | Martin Turk         | 21 tháng 8, 2003  | 0       | 0  | Parma              | v. Kazakhstan, 20 November 2023  |
|    |                     |                   |         |    |                    |                                  |
| HV | Žan Zaletel         | 16 tháng 9, 1999  | 2       | 0  | Viborg             | UEFA Euro 2024 PRE               |
| HV | Mitja Ilenič        | 26 tháng 12, 2004 | 1       | 0  | New York City FC   | v. Hoa Kỳ, 20 January 2024       |
| HV | Srđan Kuzmić        | 16 tháng 1, 2004  | 1       | 0  | Viborg             | v. Hoa Kỳ, 20 January 2024       |
| HV | Marcel Ratnik       | 23 tháng 12, 2003 | 1       | 0  | Olimpija Ljubljana | v. Hoa Kỳ, 20 January 2024       |
| HV | Sven Šoštarič Karič | 7 tháng 3, 1998   | 1       | 0  | Maribor            | v. Hoa Kỳ, 20 January 2024       |
| HV | David Zec           | 5 tháng 1, 2000   | 1       | 0  | Celje              | v. Hoa Kỳ, 20 January 2024       |
| HV | Matija Kavčič       | 11 tháng 7, 1997  | 0       | 0  | Bravo              | v. Hoa Kỳ, 20 January 2024       |
|    |                     |                   |         |    |                    |                                  |
| TV | Miha Zajc           | 1 tháng 7, 1994   | 39      | 8  | Fenerbahçe         | UEFA Euro 2024 PRE               |
| TV | Jan Repas           | 19 tháng 3, 1997  | 4       | 0  | Maribor            | v. Hoa Kỳ, 20 January 2024       |
| TV | Tamar Svetlin       | 30 tháng 7, 2001  | 1       | 0  | Celje              | v. Hoa Kỳ, 20 January 2024       |
| TV | Luka Vešner Tičić   | 25 tháng 10, 2000 | 1       | 0  | Koper              | v. Hoa Kỳ, 20 January 2024       |
| TV | Mark Zabukovnik     | 27 tháng 12, 2000 | 1       | 0  | Celje              | v. Hoa Kỳ, 20 January 2024       |
| TV | Sandro Jovanović    | 23 tháng 4, 2002  | 0       | 0  | Aluminij           | v. Hoa Kỳ, 20 January 2024       |
|    |                     |                   |         |    |                    |                                  |
| TĐ | Luka Zahović        | 15 tháng 11, 1995 | 15      | 0  | Pogoń Szczecin     | UEFA Euro 2024 PRE               |
| TĐ | Andrés Vombergar    | 20 tháng 11, 1994 | 3       | 0  | Ittihad Kalba      | v. Hoa Kỳ, 20 January 2024       |
| TĐ | Nejc Gradišar       | 6 tháng 8, 2002   | 1       | 1  | Fehérvár           | v. Hoa Kỳ, 20 January 2024       |
| TĐ | Matej Poplatnik     | 15 tháng 7, 1992  | 1       | 0  | Bravo              | v. Hoa Kỳ, 20 January 2024       |
| TĐ | Danijel Šturm       | 4 tháng 1, 1999   | 1       | 0  | Domžale            | v. Hoa Kỳ, 20 January 2024       |
| TĐ | Aljoša Matko        | 29 tháng 3, 2000  | 0       | 0  | Celje              | v. San Marino, 10 September 2023 |

PRE = Đội hình dự bị.
INJ = Rút lui vì chấn thương.
- RET Đã chia tay đội tuyển quốc gia.

## Kỷ lục
| #  | Tên cầu thủ        | Số trận | Bàn thắng | Thời gian thi đấu |
| -- | ------------------ | ------- | --------- | ----------------- |
| 1  | Boštjan Cesar      | 101     | 10        | 2003–2018         |
| 2  | Bojan Jokić        | 100     | 1         | 2006–2019         |
| 3  | Jasmin Kurtić      | 92      | 2         | 2012–             |
| 4  | Valter Birsa       | 90      | 7         | 2006–2018         |
| 5  | Josip Iličić       | 83      | 17        | 2010–             |
| 6  | Samir Handanović   | 81      | 0         | 2004–2015         |
| 7  | Milivoje Novaković | 80      | 32        | 2006–2017         |
| 7  | Zlatko Zahovič     | 80      | 35        | 1992–2004         |
| 9  | Mišo Brečko        | 77      | 0         | 2004–2015         |
| 10 | Milenko Ačimovič   | 74      | 13        | 1998–2007         |
| 10 | Aleš Čeh           | 74      | 1         | 1992–2002         |

| #  | Tên cầu thủ        | Bàn thắng | Số trận | Hiệu suất | Thời gian thi đấu |
| -- | ------------------ | --------- | ------- | --------- | ----------------- |
| 1  | Zlatko Zahovič     | 35        | 80      | 0.44      | 1992–2004         |
| 2  | Milivoje Novaković | 32        | 80      | 0.4       | 2006–2017         |
| 3  | Josip Iličić       | 17        | 83      | 0.2       | 2010–             |
| 4  | Sašo Udovič        | 16        | 42      | 0.38      | 1993–2000         |
| 5  | Ermin Šiljak       | 14        | 48      | 0.29      | 1994–2005         |
| 6  | Milenko Ačimovič   | 13        | 74      | 0.18      | 1998–2007         |
| 7  | Andraž Šporar      | 12        | 57      | 0.21      | 2016–             |
| 8  | Benjamin Šeško     | 11        | 33      | 0.33      | 2021–             |
| 8  | Tim Matavž         | 11        | 39      | 0.28      | 2010–2020         |
| 10 | Primož Gliha       | 10        | 28      | 0.36      | 1992–1998         |
| 10 | Boštjan Cesar      | 10        | 101     | 0.1       | 2003–2018         |